# عمار السویح
عمار السویح (عربی: عمار السویّح؛ زادهٔ ۱۱ ژوئن ۱۹۵۷) مربی فوتبال اهل تونس است.
وی سرمربی تیم ملی فوتبال تونس در جام جهانی فوتبال ۲۰۰۲ بوده است.